# Antonia Brough
Antonia Brough foi uma atriz britânica da era do cinema mudo.

## Filmografia selecionada
- The Farmer's Wife (1928)
- Under the Greenwood Tree (1929)
- Spanish Eyes (1930)
- Song of Soho (1930)
- Maria Marten, or The Murder in the Red Barn (1935)
- Dandy Dick (1935)